# Daku woorimensis
Daku woorimensis är en plattmaskart som beskrevs av Hooge 2003. Daku woorimensis ingår i släktet Daku och familjen Dakuidae. Inga underarter finns listade i Catalogue of Life.